# Теодор Тодоров
Теодор Тодоров е български волейболист. Играе на поста централен блокирвач. Висок е 208 см.

## Биография
Роден е на 1 септември 1989 г. в Монтана. Учи в Професионалната гимназия по електротехника „Христо Ботев“, където е забелязан от учителя му по физическо възпитание Георги Ангелов, който по онова време е треньор на юношите на волейболния „Монтана“. Още от втората година играе в мъжкия отбор на „Монтана“.
Талантът му бързо изпъква и идва съдбоносната крачка – към столичния ЦСКА. Там остава 5 години, треньор му е Сашо Попов. Еър Теди, както го наричат феновете заради високия му отскок, попада в националния отбор едва на 19 години. С националния отбор на България записва 4-то място на летните олимпийски игри, проведени в Лондон през 2012 година.
Тодоров играе заедно с Тодор Алексиев 4 сезона за „Газпром-Югра“ (Сургут), където завършват на 4-то място. През 2015 г. националът подписва с швейцарския „Лугано“.

### Личен живот
Теодор Тодоров е женен за бившата волейболистка Каролина Петрова.